# Pissélé
Pissélé är en ort i Burkina Faso.   Den ligger i provinsen Province du Bam och regionen Centre-Nord, i den centrala delen av landet, 150 km norr om huvudstaden Ouagadougou. Pissélé ligger 316 meter över havet och antalet invånare är 1 026.
Terrängen runt Pissélé är platt. Runt Pissélé är det ganska tätbefolkat, med 52 invånare per kvadratkilometer.. Närmaste större samhälle är Alga, 11,6 km sydväst om Pissélé.
Trakten runt Pissélé består i huvudsak av gräsmarker.